# Iterator (Entwurfsmuster)
Der Iterator ist ein Entwurfsmuster aus dem Bereich der Softwareentwicklung, das zur Kategorie der Verhaltensmuster (englisch behavioral design patterns) gehört. Das Muster ist eines der sogenannten GoF-Muster (siehe Viererbande). Es stellt Möglichkeiten zur Verfügung, auf Elemente einer aggregierten Struktur sequenziell zuzugreifen, ohne die Struktur zu enthüllen.
Das Muster ist auch als Cursor bekannt. Mitunter wird durch Wahl des einen oder anderen Begriffes ein Unterschied im Verhalten ausgedrückt.

## Verwendung
In der Praxis werden häufig Objekte zu einer Sammlung zusammengefasst. Auf die Elemente solch einer Sammlung soll möglichst generisch und ohne Rücksicht auf die Implementierungsdetails zugegriffen werden können.

## UML-Diagramm
Das Diagramm ist nur als grobes Beispiel zu sehen. Die konkrete Realisierung kann stark abweichen:
- Anstelle der Ableitungspfeile kann z. B. die Realisierung eines Konzeptes stehen. D. h., es gibt gar keine Basisklasse, lediglich eine unverbindliche Vorgabe.
- Die Methoden sind nicht in jedem Fall sinnvoll. Zurueck() oder IstFertig() sind nicht immer realisierbar.
- Navigationspfeile zwischen KonkretesAggregat und KonkreterIterator können nur in eine Richtung gehen oder ganz fehlen.

## Akteure
- Iterator definiert die Schnittstelle zum Zugriff auf die Elemente und zum Traversieren des Aggregates.
- Konkreter Iterator implementiert diese Schnittstelle und speichert die Position im Aggregat.
- Aggregat definiert die Schnittstelle zum Erzeugen eines Iterators. Oft enthält die Schnittstelle auch Methoden zum Erzeugen von Iteratoren, die auf spezielle Elemente zeigen, wie z. B. erstes, letztes oder Element mit bestimmten Eigenschaften.
- Konkretes Aggregat implementiert diese Schnittstelle.

## Vorteile
Die Implementierung der zugrunde liegenden Datenstruktur bleibt verborgen.

## Nachteile
Je nach Variante der Implementierung können sich Nachteile durch erhöhte Laufzeit- und Speicherkosten ergeben.
- Bei polymorphen Iteratoren muss man den Preis für virtuelle Methoden zahlen.
- Wenn der Iterator sein Aggregat kennt und/oder das Aggregat über seine Iteratoren Buch führt, verteuern sich vor allem das Erzeugen und Vernichten von Aggregaten. (Im Gegenzug erhält man eine höhere Sicherheit)

## Implementierung
Aufgrund einiger Designentscheidungen ergeben sich Iterator-Varianten mit verschiedenen Eigenschaften:

### Wer steuert die Iteration?
Bei einem externen Iterator steuert der Klient die Iteration. Der Klient muss dafür sorgen, dass der Iterator weiterrückt.
Ein interner Iterator tut dies selbst. Dazu muss ihm die Operation übergeben werden, die er auf das aktuelle Element anwenden soll. Interne Iteratoren werden oft gar nicht als solche erkannt oder bezeichnet, da die Iteration nicht sichtbar ist oder aber über externe Iteratoren realisiert ist.
Die Vorteile des externen Iterationsmodells liegen darin, dass der Aufrufer mehr Kontrolle über die Iteration hat. Der Iterator kann nur teilweise oder zu verschiedenen Zeiten im Programmcode, etwa bei einer Nutzerinteraktion, fortgeschritten werden. Dies ist beim internen Iterator nicht der Fall. Dafür kann dieser einfacher zu implementieren sein, unter anderem, weil eine rekursive Implementation möglich ist.
Grady Booch nennt den externen Iterator aktiv und den internen passiv.

### Traversionsalgorithmus
Der Traversionsalgorithmus kann durch den Iterator oder das Aggregat vorgegeben werden.
Im letzteren Fall wird oft von einem Cursor gesprochen.

### Robustheit
Wenn das Aggregat während der Traversion verändert wird, kann das zu falschen Ergebnissen oder gar zum Programmabsturz führen.
Ein robuster Iterator ist gegen Modifikationen des Aggregats gesichert.
Typischerweise werden dazu die Iteratoren beim Aggregat registriert. Das führt zu höheren Kosten beim Erzeugen der Iteratoren,
aber auch beim Ändern des Aggregates.

### Polymorphie
Polymorphe Iteratoren bieten eine hohe Flexibilität. Da Iteratoren meist in Schleifen verwendet werden, sind die Kosten dafür allerdings sehr hoch.

### Nulliteratoren
Je nach Implementation kann es, in Analogie zum Null-Zeiger, einen Nulliterator geben. Dieser signalisiert das Ende einer Iteration oder einen ungültigen Iterator. Das ist recht bequem in der Benutzung, da man einem Iterator seine Gültigkeit „ansieht“, aber die Implementation wird dadurch u. U. komplizierter.
Daher wurde z. B. in der C++-Standardbibliothek diese Alternative gewählt. Dabei besitzt jedes Aggregat seinen eigenen Nulliterator, mit dem man dann den jeweiligen Iterator vergleichen muss.

### Privilegien
Ein Iterator kann privilegierten Zugriff auf die Interna des Aggregates besitzen.
Das ist bei komplexen Datenstrukturen teilweise nicht zu vermeiden.
Allerdings wird dadurch die Implementation neuer Traversionsalgorithmen erschwert oder gar verhindert.

## Beispiele
Diese C++11 Implementierung basiert auf dem Kapitel „Generalizing vector yet again“.
```
#include
 
<iostream>

#include
 
<stdexcept>

#include
 
<initializer_list>

		

class
 
Vector
 
{

public
:

  
using
 
iterator
 
=
 
double
*
;

  
iterator
 
begin
()
 
{
 
return
 
elem
;
 
}

  
iterator
 
end
()
 
{
 
return
 
elem
 
+
 
sz
;
 
}

  
Vector
(
std
::
initializer_list
<
double
>
 
lst
)
 
:
elem
(
nullptr
),
 
sz
(
0
)
 
{

    
sz
 
=
 
lst
.
size
();

    
elem
 
=
 
new
 
double
[
sz
];

    
double
*
 
p
 
=
 
elem
;

    
for
 
(
auto
 
i
 
=
 
lst
.
begin
();
 
i
 
!=
 
lst
.
end
();
 
++
i
,
 
++
p
)
 
{

      
*
p
 
=
 
*
i
;

    
}

  
}

  
~
Vector
()
 
{
 
delete
[]
 
elem
;
 
}

  
int
 
size
()
 
const
 
{
 
return
 
sz
;
 
}

  
double
&
 
operator
[](
int
 
n
)
 
{

    
if
 
(
n
 
<
 
0
 
||
 
n
 
>=
 
sz
)
 
throw
 
std
::
out_of_range
(
"Vector::operator[]"
);

    
return
 
elem
[
n
];

  
}

  
Vector
(
const
 
Vector
&
)
 
=
 
delete
;
 
// Dreierregel

  
Vector
&
 
operator
=
(
const
 
Vector
&
)
 
=
 
delete
;

private
:

  
double
*
 
elem
;

  
int
 
sz
;

};

int
 
main
()
 
{

  
Vector
 
v
 
=
 
{
1.1
*
1.1
,
 
2.2
*
2.2
};

  
for
 
(
const
 
auto
&
 
x
 
:
 
v
)
 
{

    
std
::
cout
 
<<
 
x
 
<<
 
'\n'
;

  
}

  
for
 
(
auto
 
i
 
=
 
v
.
begin
();
 
i
 
!=
 
v
.
end
();
 
++
i
)
 
{

    
std
::
cout
 
<<
 
*
i
 
<<
 
'\n'
;

  
}

  
for
 
(
auto
 
i
 
=
 
0
;
 
i
 
<=
 
v
.
size
();
 
++
i
)
 
{

    
std
::
cout
 
<<
 
v
[
i
]
 
<<
 
'\n'
;

  
}

}

```

Die Programmausgabe ist:
```
1.21

4.84

1.21

4.84

1.21

4.84

terminate
 
called
 
after
 
throwing
 
an
 
instance
 
of
 
'
std
::
out_of_range
'

  
what
()
:
  
Vector
::
operator
[]

```

Ein einfacher Fall eines externen Iterators wäre etwa (in Java):
```
class
 
ObjectIterator
 
{

  
private
 
Object
[]
 
m_source
;

  
private
 
int
 
m_current
;

  
public
 
ObjectIterator
(
Object
[]
 
source
)
 
{

    
m_source
 
=
 
source
;

    
m_current
 
=
 
0
;

  
}

  
public
 
boolean
 
hasNext
()
 
{

    
return
 
m_current
 
<
 
m_source
.
length
;

  
}

  
public
 
Object
 
next
()
 
{

    
return
 
m_source
[
m_current
++]
;

  
}

}

```

Anwendung:
```
Object
[]
 
myList
 
=
 
new
 
Object
[]
 
{
new
 
Integer
(
1
),
 
new
 
Integer
(
2
),
 
new
 
Integer
(
3
)};

ObjectIterator
 
iterator
 
=
 
new
 
ObjectIterator
(
myList
);

while
(
iterator
.
hasNext
())
 
{

  
System
.
out
.
println
(
iterator
.
next
());

}

```

Eine andere Variation dieses Entwurfsmusters wäre ein interner Iterator:
```
class
 
MyObjectIterator
 
extends
 
ObjectIterator
 
{

  
public
 
MyObjectIterator
(
Object
[]
 
source
)
 
{

    
super
(
source
);

  
}

  
public
 
void
 
print
()
 
{

    
while
(
hasNext
())
 
{

      
System
.
out
.
println
(
next
());

    
}

  
}

  
public
 
void
 
apply
(
ObjectHandler
 
handler
)
 
{

    
while
(
hasNext
())
 
{

      
handler
.
handle
(
next
());

    
}

  
}

}

interface
 
ObjectHandler
 
{

  
void
 
handle
(
Object
 
o
);

}

```

Anwendung:
```
class
 
MyObjectHandler
 
implements
 
ObjectHandler
 
{

  
public
 
void
 
handle
(
Object
 
o
)
 
{

    
System
.
out
.
println
(
o
);

  
}

}

Object
[]
 
myList
 
=
 
new
 
Object
[]
 
{
new
 
Integer
(
1
),
 
new
 
Integer
(
2
),
 
new
 
Integer
(
3
)};

MyObjectIterator
 
iterator
 
=
 
new
 
MyObjectIterator
(
myList
);

iterator
.
print
();

iterator
.
apply
(
new
 
MyObjectHandler
());

```

Ein interner Iterator kapselt die Iteration selber und macht sie so im gesamten Programm einfach und konsistent wiederverwendbar, ohne sie wie im Fall eines externen Iterators immer wieder neu programmieren zu müssen. Durch Anwendung des Strategie Entwurfsmusters lässt sich der Algorithmus auch einfach austauschen, wie in der letzten Beispielzeile gezeigt.
Obwohl sich diese Beispiele mit sequenziellem Zugriff begnügen, sind natürlich auch Iteratoren mit wahlfreiem Zugriff möglich. Viele Implementierungen bieten zusätzlich die Möglichkeit die iterierte Sammlung direkt zu verändern, etwa durch Entfernen des aktuellen Elementes.
Die STL enthält Iteratoren für ihre Container.

## Verwandte Entwurfsmuster
- Kompositum, als Variante eines zusammengesetzten Objektes, benötigt Iteratoren zum Traversieren.
- Polymorphe Iteratoren werden durch Fabrikmethoden erzeugt.